# Se, mängden mot Golgata skrider
Se, mängden mot Golgata skrider är en psalm med text skriven 1894 av Hjalmar Hansen och musik skriven av Silas Jonas Vail. Texten översattes till svenska 1899 av Conrad Adolf Björkman. Texten bearbetades 1987 av Gun-Britt Holgersson.

## Publicerad i
- Segertoner 1988 som nr 456 under rubriken "Ur kyrkoåret - Jesu lidande och död – fastetiden".[1]